# Barrowden
Barrowden est un village et une paroisse civile du Rutland, en Angleterre.

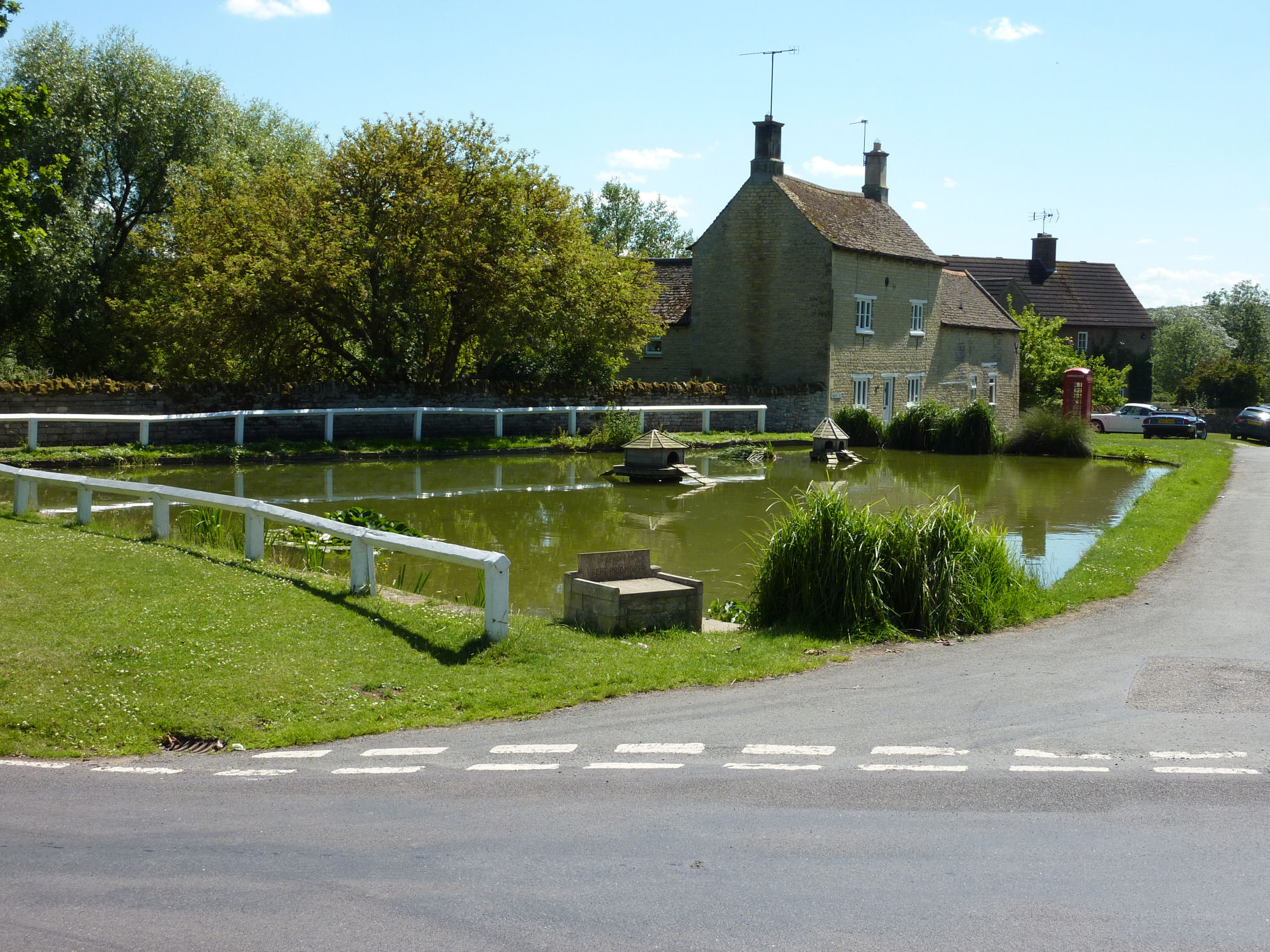
Mare aux canards de Barrowden

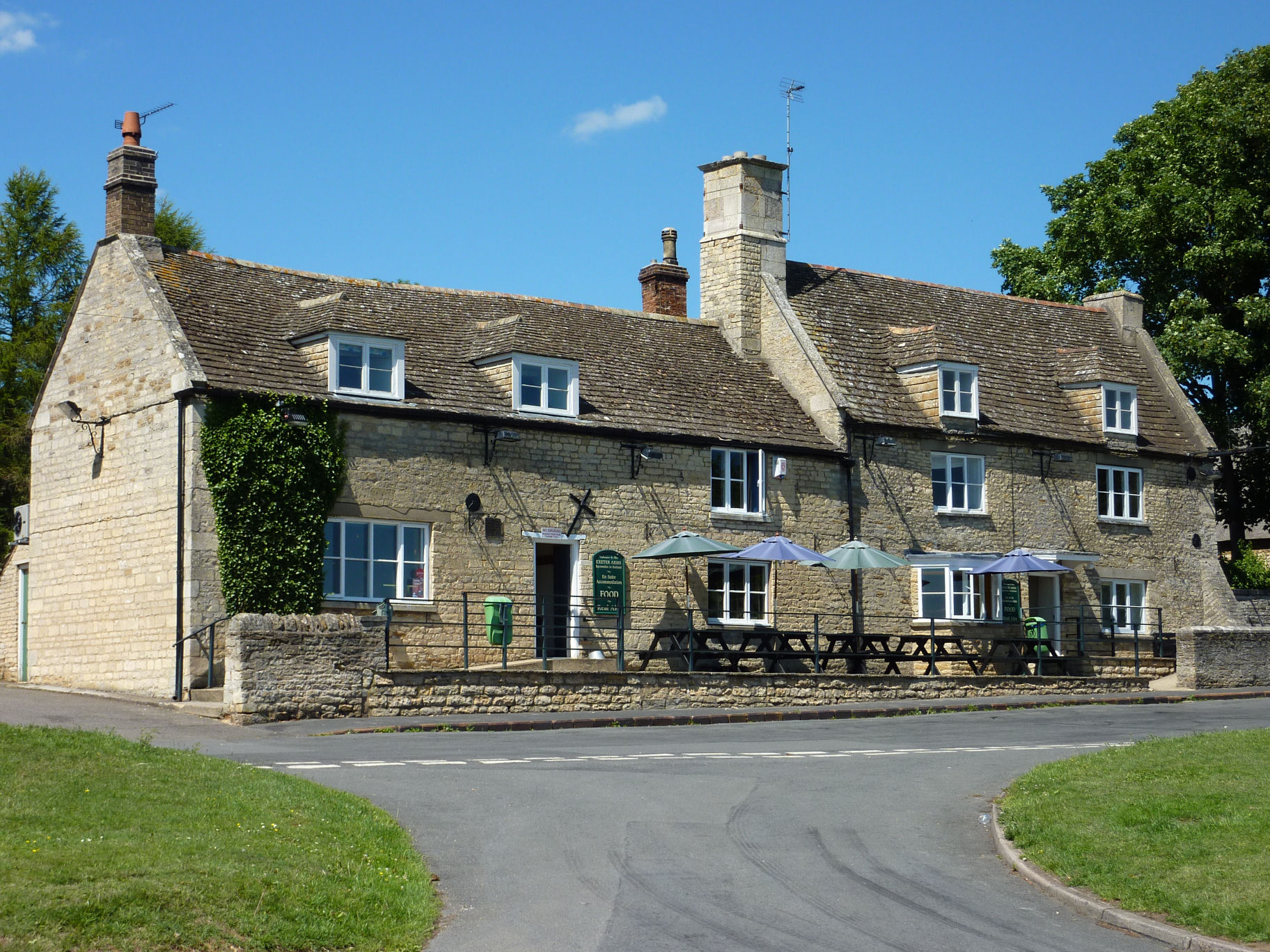
Exeter Arms

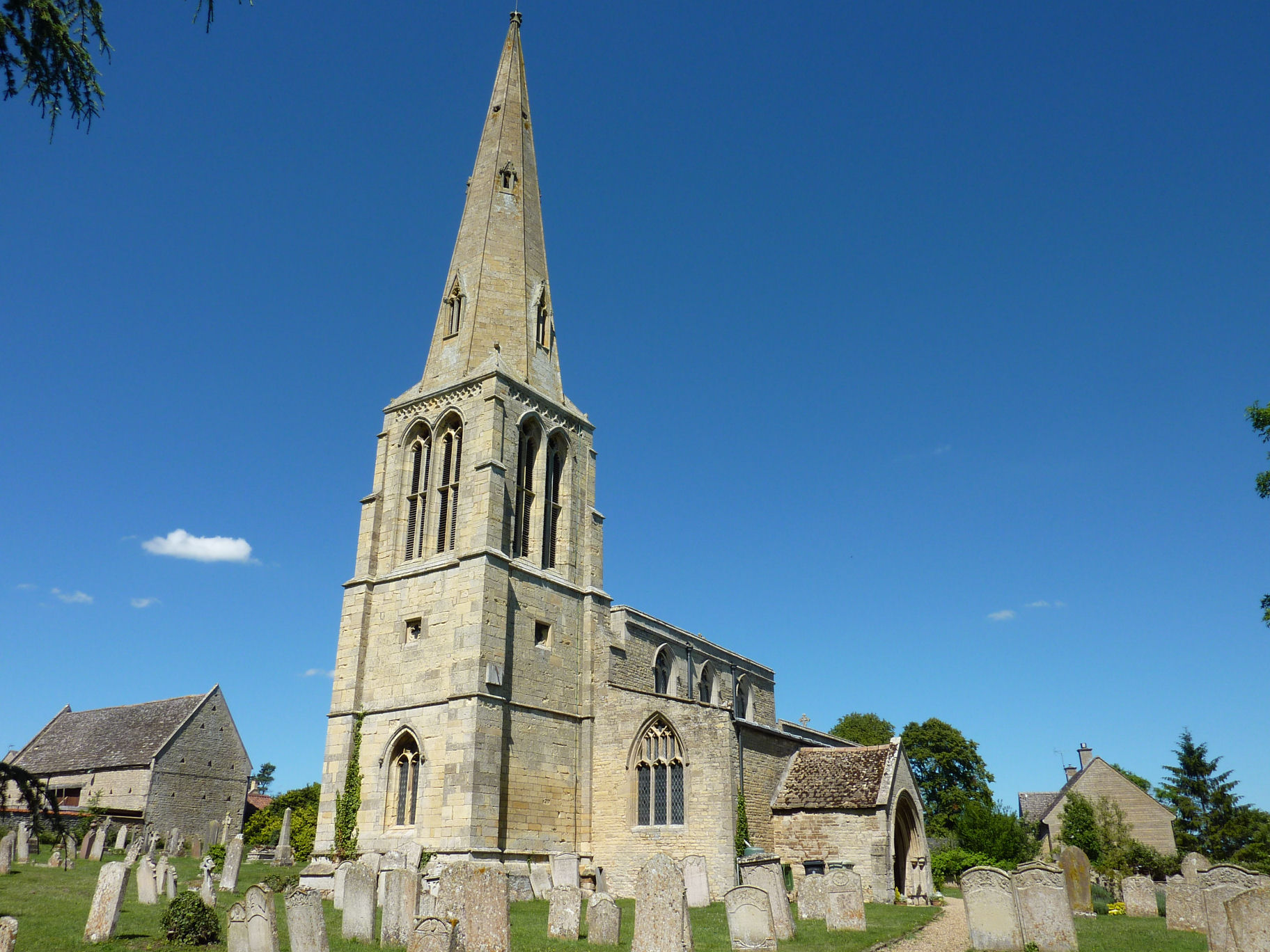
Église Saint-Pierre